# Муралёво
Муралёво — деревня в Меленковском районе Владимирской области. Входит в состав Бутылицкого сельского поселения.

## География
Деревня расположена в 7 км на юг от центра поселения села Бутылицы и в 16 км на север от райцентра города Меленки.

### Природные ресурсы
В окрестностях деревни произрастает широкое разнообразие видов сосудистых растений. Населённый пункт окружён смешанными лесами.

## История
В XIX — первой четверти XX века деревня входила в состав Папулинской волости Меленковского уезда, с 1926 года — в составе Меленковской волости Муромского уезда. В 1859 году в деревне числилось 9 дворов, в 1905 году — 18 дворов, в 1926 году — 24 двора.
С 1929 года деревня входила в состав Архангельского сельсовета Меленковского района, с 2005 года — в составе Бутылицкого сельского поселения.

## Население
| 1859 | 1905 | 1926 | 2002 | 2010 | 2021 |
| ---- | ---- | ---- | ---- | ---- | ---- |
| 74   | ↗109 | ↗120 | ↘6   | ↘2   | ↗3   |